# Sechstagerennen von Madrid
Das Sechstagerennen von Madrid war ein Wettbewerb im Bahnradsport in der spanischen Hauptstadt Madrid. Das Sechstagerennen wurde 1960 zum ersten Mal veranstaltet, fand bis 1986 statt und hatte vierzehn Ausgaben.

## Geschichte
Initiator des Rennens war der spanische Journalist Carlos Pardo, der Korrespondent für die französische Sportzeitung L’Équipe in Spanien war. Das Rennen wurde auf der Radrennbahn im Palacio de Deportes, einer Sport- und Mehrzweckhalle, veranstaltet. Am 25. Februar 1960 wurde die Halle mit Wettkämpfen eröffnet, an denen u. a. die prominenten spanischen Radrennfahrer Federico Bahamontes, Guillermo Timoner und Miguel Poblet teilnahmen. Die Bahn hatte eine Länge von 200 Metern. Bis zu 16000 Zuschauer konnten in der Halle die Rennen verfolgen.

## Palmarès
| Jahr      | Sieger                                         |
| --------- | ---------------------------------------------- |
| 1960      | Ronald Murray – John Tresidder                 |
| 1961      | Oscar Plattner – Armin von Büren               |
| 1962      | Miguel Bover Pons – Miguel Poblet              |
| 1963      | Jos De Bakker – Rik Van Steenbergen            |
| 1964      | Federico Bahamontes – Rik Van Steenbergen      |
| 1965      | Romain De Loof – Rik Van Steenbergen           |
| 1966      | Walter Godefroot – Rik Van Steenbergen         |
| 1967      | Jan Janssen – Gerard Koel                      |
| 1968–1969 | nicht ausgetragen                              |
| 1970      | José Manuel López Rodríguez – Domingo Perurena |
| 1971–1980 | nicht ausgetragen                              |
| 1981      | Donald Allan – Faustino Rupérez                |
| 1982      | Gert Frank – Avelino Perea                     |
| 1984–1985 | nicht ausgetragen                              |
| 1986 (1)  | Gerrie Knetemann – José Luis Navarro           |
| 1986 (2)  | Roman Hermann – Sigmund Hermann                |